# Trubkový závit

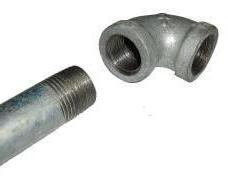
Trubka se závitem a koleno

Hand-tight and effective thread engagement lengths

Trubkový závit je mezinárodně normalizovaný závit pro šroubové spojování trubek pomocí šroubení nebo fitinků. Popis v Evropě normovaných trubkových závitů R je uveden v normě ISO 7-1 a závitů G v ISO 228-1, přičemž profil závitu je stejný jako pro Whitworthův závit, ale je jemnější. V USA jsou normalizovány závity NPT a NPTF. Označení původně znamenalo vnitřní (světlý) průměr trubky v palcích, v současnosti se jedná jen o technické označení. Závitové spoje je nutné utěsnit pomocí speciálních lepidel, pásků či provázků (koudel, hliníková vlákna ap.), aby se předešlo úniku kapalin nebo plynů. Při výběru těsnícího materiálu je třeba brát ohled i na tlak plynu či kapaliny, kterému bude muset odolávat.
Druhy závitů se označují:
- G = BSPP (British Standard Pipe Parallel) – trubkový závit se stálým vnitřním a vnějším průměrem podle ČSN EN ISO 228-1 (DIN259). Vrcholový úhel závitu je 55°.
- R/Rp/Rc =BSPT (British Standard Tapered Pipe)– trubkový závit kuželový podle ČSN EN ISO 7-1 (DIN 2999 nahrazené EN10226). Průměr vnějšího závitu R se mění se vzdáleností od konce v poměru 1:16, normalizované míry platí ve stanovené vzdálenosti od konce trubky. Vrcholový úhel závitu je 55°. Užívá se kombinace stálého průměru u vnitřního závitu Rp (ve fitinku) a kuželovitého závitu vnějšího R (na trubce). Díky tomu dochází k samoutěsnění a stačí tedy tenká vrstva teflonové těsnící pásky. Méně často se též užívá kombinace kuželového vnitřního závitu Rc (ve fitinku) a kuželovitého závitu vnějšího R (na trubce).
- NPT (National Pipe Taper)- americký trubkový kuželový závit podle ASME B 1.20.1. Vnější závit kónický 1:16 .Vrcholový úhel závitu 60°
- NPTF (National Pipe Taper Fuel)- americký trubkový kuželový závit pro suchý spoj bez jakéhokoliv těsnícího prostředku podle ASME B1.20.3. Vnější závit kónický 1:16 .Vrcholový úhel závitu 60° . Závity NPTF mají stejný základní tvar jako NPT, ale s tolerancemi velkého a malého průměru závitu upravenými tak, aby lícovaly s přesahem, čímž se eliminuje cesta úniku přes spirálu závitu.

| Označení závitu | Závitů na palec | Stoupání [mm] | Velký průměr závitu | Velký průměr závitu | Malý průměr závitu | Malý průměr závitu | Od konce [mm] |               | Odpovídající trubka | Odpovídající trubka | Odpovídající trubka | Odpovídající trubka |
| Označení závitu | Závitů na palec | Stoupání [mm] | [mm]                | [in]                | min [mm]           | max [mm]           | Od konce [mm] | Světlost [mm] | Vnější [mm]         | průměr [in]         | Tloušťka stěny [mm] |                     |
| --------------- | --------------- | ------------- | ------------------- | ------------------- | ------------------ | ------------------ | ------------- | ------------- | ------------------- | ------------------- | ------------------- | ------------------- |
| G 1/16"         | 28              | 0,907         | 7,723               | 0,304               | 6,561              | 6,843              | 4             |               |                     |                     |                     |                     |
| G 1/8"          | 28              | 0,907         | 9,728               | 0,383               | 8,566              | 8,848              | 4             | 6             | 10,2                | 0,40                | 2                   |                     |
| G 1/4"          | 19              | 1,337         | 13,157              | 0,518               | 11,445             | 11,890             | 6             | 8             | 13,5                | 0,53                | 2,3                 |                     |
| G 3/8"          | 19              | 1,337         | 16,662              | 0,656               | 14,950             | 15,395             | 6,4           | 10            | 17,2                | 0,68                | 2,3                 |                     |
| G 1/2"          | 14              | 1,814         | 20,955              | 0,825               | 18,631             | 19,172             | 8,2           | 12 nebo 15    | 21,3                | 0,84                | 2,6                 |                     |
| G 5/8"          | 14              | 1,814         | 22,911              | 0,902               | 20,587             | 21,128             |               | 16            |                     |                     | 2,6                 |                     |
| G 3/4"          | 14              | 1,814         | 26,441              | 1,041               | 24,117             | 24,658             | 9,5           | 20            | 26,9                | 1,06                | 2,6                 |                     |
| G 1"            | 11              | 2,309         | 33,249              | 1,309               | 30,291             | 30,931             | 10,4          | 25            | 33,7                | 1,33                | 3,2                 |                     |
| G1¼" (5/4)      | 11              | 2,309         | 41,910              | 1,650               | 38,952             | 39,592             | 12,7          | 32            | 42,4                | 1,67                | 3,2                 |                     |
| G1½" (6/4)      | 11              | 2,309         | 47,803              | 1,882               | 44,845             | 45,485             | 12,7          | 40            | 48,3                | 1,90                | 3,2                 |                     |
| G 2"            | 11              | 2.309         | 59,614              | 2,347               | 56,656             | 57,296             | 15,9          | 50            | 60,3                | 2,37                | 3,6                 |                     |
| G 2½"           | 11              | 2.309         | 75,184              | 2,960               | 72,226             | 72,866             | 17,5          | 65            | 76,1                | 3,00                | 3,6                 |                     |
| G 3"            | 11              | 2.309         | 87,884              | 3,460               | 84,926             | 85,566             | 20,6          | 80            | 88,9                | 3,50                | 4                   |                     |
| G 4"            | 11              | 2.309         | 113,030             | 4,450               | 110,072            | 110,712            | 25,5          | 100           | 114,3               | 4,50                | 4,5                 |                     |
| G 5"            | 11              | 2.309         | 138,430             | 5,450               |                    |                    | 28,6          | 125           | 139,7               | 5,50                | 5                   |                     |
| G 6"            | 11              | 2.309         | 163,830             | 6,450               |                    |                    | 28,6          | 150           | 165,1               | 6,50                | 5                   |                     |

| Rozměr vnějšího závitu v palcích | Rozměr vnitřního závitu v palcích | Závitů na palec | Velký průměr závitu (mm) | Malý průměr vnitřního závitu | Malý průměr vnitřního závitu |
| Rozměr vnějšího závitu v palcích | Rozměr vnitřního závitu v palcích | Závitů na palec | Velký průměr závitu (mm) | min.(mm)                     | max.(mm)                     |
| -------------------------------- | --------------------------------- | --------------- | ------------------------ | ---------------------------- | ---------------------------- |
| R 1/16"                          | Rp 1/16"                          | 28              | 7,723                    | 6,490                        | 6.632                        |
| R 1/8"                           | Rp 1/8"                           | 28              | 9,728                    | 8,495                        | 8.637                        |
| R 1/4"                           | Rp 1/4"                           | 19              | 13,157                   | 11,341                       | 11.549                       |
| R 3/8"                           | Rp 3/8"                           | 19              | 16,662                   | 14,846                       | 15.054                       |
| R 1/2"                           | Rp 1/2"                           | 14              | 20,955                   | 18,489                       | 18.773                       |
| R 3/4"                           | Rp 3/4"                           | 14              | 26,441                   | 23,975                       | 24.259                       |
| R 1"                             | Rp 1"                             | 11              | 33,249                   | 30,111                       | 30.471                       |
| R 2"                             | Rp 2"                             | 11              | 59,614                   | 56,476                       | 56.836                       |

| Jmenovitý rozměr trubky | Hustota závitů | Rozteč závitů | Rozteč závitů | Pevné utažení rukou | Pevné utažení rukou | Pevné utažení rukou | Účinné závity | Účinné závity | Účinné závity | Celková délka L4 | Vnější průměr D | Vnější průměr D | Kuželový vývrt | Kuželový vývrt |
| Jmenovitý rozměr trubky | Hustota závitů | Rozteč závitů | Rozteč závitů | Délka L1            | Otočení             | Průměr E1           | Délka L2      | Otočení       | Průměr E2     | Celková délka L4 | Vnější průměr D | Vnější průměr D | Kuželový vývrt | Kuželový vývrt |
| inch                    | inch−1         | inch          | mm            | inch                |                     | inch                | inch          |               | inch          | inch             | inch            | mm              | inch           | mm             |
| ----------------------- | -------------- | ------------- | ------------- | ------------------- | ------------------- | ------------------- | ------------- | ------------- | ------------- | ---------------- | --------------- | --------------- | -------------- | -------------- |
| 1⁄16                    | 27             | 0.03703704    | 0.9407        | 0.1600              | 4.32                | 0.28118             | 0.2611        | 7.05          | 0.2875        | 0.3896           | 0.313           | 7.950           | 0.2416         |                |
| 1⁄8                     | 27             | 0.03703704    | 0.9407        | 0.1615              | 4.36                | 0.37360             | 0.2639        | 7.13          | 0.38000       | 0.3924           | 0.405           | 10.287          | 0.339          | 8.6106         |
| 1⁄4                     | 18             | 0.05555555    | 1.4111        | 0.2278              | 4.10                | 0.49163             | 0.4018        | 7.23          | 0.50250       | 0.5946           | 0.540           | 13.716          | 7⁄16           | 11.113         |
| 3⁄8                     | 18             | 0.05555555    | 1.4111        | 0.2400              | 4.32                | 0.62701             | 0.4078        | 7.34          | 0.63750       | 0.6006           | 0.675           | 17.145          | 37⁄64          | 14.684         |
| 1⁄2                     | 14             | 0.07142857    | 1.8143        | 0.3200              | 4.48                | 0.77843             | 0.5337        | 7.47          | 0.79178       | 0.7815           | 0.840           | 21.3360         | 23⁄32          | 18.2563        |
| 3⁄4                     | 14             | 0.07142857    | 1.8143        | 0.3390              | 4.75                | 0.98887             | 0.5457        | 7.64          | 1.00178       | 0.7935           | 1.050           | 26.6700         | 59⁄64          | 23.4156        |
| 1                       | 11+1⁄2         | 0.08695652    | 2.2087        | 0.4000              | 4.60                | 1.23863             | 0.6828        | 7.85          | 1.25631       | 0.9845           | 1.315           | 33.4010         | 1+5⁄32         | 29.3688        |
| 1+1⁄4                   | 11+1⁄2         | 0.08695652    | 2.2087        | 0.4200              | 4.83                | 1.58338             | 0.7068        | 8.13          | 1.60131       | 1.0085           | 1.660           | 42.1640         | 1+1⁄2          | 38.1000        |
| 1+1⁄2                   | 11+1⁄2         | 0.08695652    | 2.2087        | 0.4200              | 4.83                | 1.82234             | 0.7235        | 8.32          | 1.84131       | 1.0252           | 1.900           | 48.2600         | 1+47⁄64        | 44.0531        |
| 2                       | 11+1⁄2         | 0.08695652    | 2.2087        | 0.4360              | 5.01                | 2.29627             | 0.7565        | 8.70          | 2.31630       | 1.0582           | 2.375           | 60.3250         | 2+7⁄32         | 56.3563        |
| 2+1⁄2                   | 8              | 0.12500000    | 3.1750        | 0.6820              | 5.46                | 2.76216             | 1.1375        | 9.10          | 2.79063       | 1.5712           | 2.875           | 73.0250         | 2+5⁄8          | 66.6750        |
| 3                       | 8              | 0.12500000    | 3.1750        | 0.7660              | 6.13                | 3.38850             | 1.2000        | 9.60          | 3.41563       | 1.6337           | 3.500           | 88.9000         | 3+1⁄4          | 82.5500        |
| 3+1⁄2                   | 8              | 0.12500000    | 3.1750        | 0.8210              | 6.57                | 3.88881             | 1.2500        | 10.00         | 3.91563       | 1.6837           | 4.000           | 101.6000        | 3+3⁄4          | 95.2500        |
| 4                       | 8              | 0.12500000    | 3.1750        | 0.8440              | 6.75                | 4.38713             | 1.3000        | 10.40         | 4.41563       | 1.7337           | 4.500           | 114.3000        | 4+1⁄4          | 107.9500       |
| 4+1⁄2                   | 8              | 0.12500000    | 3.1750        |                     |                     |                     |               |               |               |                  | 5.000           | 127.0000        | 4+3⁄4          | 120.6500       |
| 5                       | 8              | 0.12500000    | 3.1750        | 0.9370              | 7.50                | 5.44929             | 1.4063        | 11.25         | 5.47863       | 1.8400           | 5.563           | 141.3002        | 5+9⁄32         | 134.1438       |
| 6                       | 8              | 0.12500000    | 3.1750        | 0.9580              | 7.66                | 6.50597             | 1.5125        | 12.10         | 6.54063       | 1.9462           | 6.625           | 168.2750        | 6+11⁄32        | 161.1313       |
| 8                       | 8              | 0.12500000    | 3.1750        | 1.0630              | 8.50                | 8.50003             | 1.7125        | 13.70         | 8.54063       | 2.1462           | 8.625           | 219.0750        |                |                |
| 10                      | 8              | 0.12500000    | 3.1750        | 1.2100              | 9.68                | 10.62094            | 1.9250        | 15.40         | 10.66563      | 2.3587           | 10.750          | 273.0500        |                |                |
| 12                      | 8              | 0.12500000    | 3.1750        | 1.3600              | 10.88               | 12.61781            | 2.1250        | 17.00         | 12.66563      | 2.5587           | 12.750          | 323.8500        |                |                |
| 14                      | 8              | 0.12500000    | 3.1750        | 1.5620              | 12.50               | 13.87263            | 2.2500        | 18.00         | 13.91563      | 2.6837           | 14.000          | 355.6000        |                |                |
| 16                      | 8              | 0.12500000    | 3.1750        | 1.8120              | 14.50               | 15.87575            | 2.4500        | 19.60         | 15.91563      | 2.8837           | 16.000          | 406.4000        |                |                |
| 18                      | 8              | 0.12500000    | 3.1750        | 2.0000              | 16.00               | 17.87500            | 2.6500        | 21.20         | 17.91563      | 3.0837           | 18.000          | 457.2000        |                |                |
| 20                      | 8              | 0.12500000    | 3.1750        | 2.1250              | 17.00               | 19.87031            | 2.8500        | 22.80         | 19.91563      | 3.2837           | 20.000          | 508.0000        |                |                |
| 24                      | 8              | 0.12500000    | 3.1750        | 2.3750              | 19.00               | 23.86094            | 3.2500        | 26.00         | 23.91563      | 3.6837           | 24.000          | 609.6000        |                |                |

## Standardizace
- ČSN ISO 7 - Trubkové závity pro spoje těsnící na závitech
  - Část 1: Rozměry, tolerance a označování
- ČSN EN ISO 228 - Trubkové závity pro spoje netěsnící na závitech
  - Část 1: Rozměry, tolerance a označování
  - Část 2: Kontrola mezními závitovými kalibry
- ČSN EN 10226 - Trubkové závity pro spoje těsnící na závitech
  - Část 1: Vnější kuželové závity a vnitřní válcové závity - Rozměry, tolerance a označování
  - Část 2: Vnější kuželové závity a vnitřní kuželové závity - Rozměry, tolerance a označování
  - Část 3: Kontrola mezními závitovými kalibry